# 山口竣平
山口 竣平（やまぐち しゅんぺい、2006年1月15日 - ）は、日本の陸上競技選手。石川県金沢市出身。早稲田大学スポーツ科学部在学中。

## 経歴
中学校は津幡町立津幡南中学校、高校は 佐久長聖高等学校出身。

### 高校時代
全国高等学校駅伝競走大会には3年連続で出場した。1年時は7区を走り区間5位だった。2年時は4区を区間2位で走ったが倉敷高校の桑田駿介に離され、優勝を逃した。3年時は3区を走り、日本人1位の区間3位のタイムをマークした。佐久長聖高校は5区を走った佐々木哲が51年ぶりに区間新記録を更新する活躍もあり大会新記録で3度目の優勝を飾った。2年時の全国男子駅伝では4区で区間新記録をマークして大会MVPを受賞し、3年時は3区で区間賞の活躍で優勝に貢献した。

### 大学時代

#### 大学1年次
2024年6月23日に行われた全日本大学駅伝関東地区選考会では第3組に出場し、29分11秒26で組7位に入った。早稲田大は総合3位となり、18年連続の本大会出場を決めた。10月14日の第36回出雲駅伝では3区を走ったが区間11位にとどまった。11月3日に行われた第56回全日本大学駅伝では5区を走り、区間3位だった。
2025年1月に開催された第101回箱根駅伝では3区に出走。駒澤大・谷中晴と競り合うレースとなり、最後は谷中に先着されたが区間3位となる1時間01分15秒を記録した。早稲田大は往路3位・復路10位で総合4位に入った。

## 戦績・記録
| 年     | 大会                               | 種目   | 順位    | 記録         | 備考       |
| ------ | ---------------------------------- | ------ | ------- | ------------ | ---------- |
| 2021年 | 第72回全国高校駅伝                 | 7区    | 区間5位 | 14分32秒     |            |
| 2022年 | 第73回全国高校駅伝                 | 4区    | 区間2位 | 23分02秒     |            |
| 2023年 | 第6回NITTAIDAI Challenge Games     | 5000m  | 5位     | 13分34分59秒 |            |
| 2023年 | 第28回全国都道府県対抗駅伝         | 4区    | 区間賞  | 14分02秒     | 区間新記録 |
| 2023年 | 第74回全国高校駅伝                 | 3区    | 区間3位 | 23分21秒     |            |
| 2024年 | 第29回全国都道府県対抗駅伝         | 5区    | 区間賞  | 24分47秒     |            |
| 2024年 | 第56回全日本大学駅伝関東地区選考会 | 10000m | 組7位   | 29分11秒26   | 第3組      |

### 大学三大駅伝戦績
| 学年               | 出雲駅伝                     | 全日本大学駅伝              | 箱根駅伝                          |
| ------------------ | ---------------------------- | --------------------------- | --------------------------------- |
| 1年生 （2024年度） | 第36回 3区-区間11位 25分15秒 | 第56回 5区-区間3位 36分08秒 | 第101回 3区-区間3位 1時間01分15秒 |

## 自己ベスト
- 3000m - 8分03秒80（2024年3月30日：TOKOROZAWAゲームズ2024）
- 5000m - 13分34秒59（2023年11月25日：第6回NITTAIDAI Challenge Games）
- 10000m - 29分11秒26（2024年6月23日：第56回全日本大学駅伝対校選手権大会関東学生陸上競技連盟推薦校選考会）
- 5km - 13分57秒（2024年9月29日：The Road of WASEDA）